# Памятнинское сельское поселение
Памятнинское се́льское поселе́ние — муниципальное образование в Ялуторовском районе Тюменской области Российской Федерации.
Административный центр — село Памятное.

## История
Статус и границы сельского поселения установлены Законом Тюменской области от 5 ноября 2004 года № 263 «Об установлении границ муниципальных образований Тюменской области и наделении их статусом муниципального района, городского округа и сельского поселения».

## Население
| 2010  | 2011  | 2012  | 2013  | 2014  | 2015  | 2016  |
| ----- | ----- | ----- | ----- | ----- | ----- | ----- |
| 1513  | ↘1509 | ↗1531 | ↗1535 | ↗1536 | ↗1550 | ↘1539 |
| 2017  | 2018  | 2019  | 2020  | 2021  |       |       |
| ↘1512 | ↘1493 | ↘1451 | ↗1504 | ↗2078 |       |       |

## Состав сельского поселения
| № | Населённый пункт | Тип населённого пункта       | Население |
| - | ---------------- | ---------------------------- | --------- |
| 1 | Анисимовка       | деревня                      | ↗410      |
| 2 | Кавдык           | посёлок                      | ↗11       |
| 3 | Памятное         | село, административный центр | ↗1145     |
| 4 | Прогресс         | деревня                      | ↗387      |
| 5 | Сосновка         | деревня                      | →28       |